# André Masséna
André Masséna (italsky Andrea Massena), vévoda z Rivoli, kníže z Esslingu (6. května 1758 Nizza, dnes Nice ve Francii – 4. dubna 1817 Paříž) byl francouzský generál, maršál Francie.

## Život
Masséna byl synem majitele obchodu s olivami a olivovým olejem. Otec zemřel, když bylo Andrému 6 let. Matka se podruhé vdala a André byl dále vychováván bez jakéhokoli vzdělání u svého strýce. Ten jej vzal jako plavčíka na loď a zaučoval jej 4 roky do námořnictví i do podloudnictví. Jeho vojenská kariéra začala roku 1775, kdy mladý Masséna vstoupil do pluku Royal-Italien, kde byl jeho jiný strýc poddůstojníkem. Poté, co se naučil André číst a psát, byl povýšen na poddůstojníka. Roku 1789 se oženil s Rosalií Lamarrovou, ženou z nižších středních poměrů, vystoupil z armády a věnoval se obchodu. Civilní jednotvárný život s namáhavým výdělkem peněz jej však přestal brzy bavit a roku 1791 opět vstoupil do armády. Díky zkušenostem poddůstojníka působil jako instruktor výcvikového tábora, kde se poprvé setkal s Napoleonem.

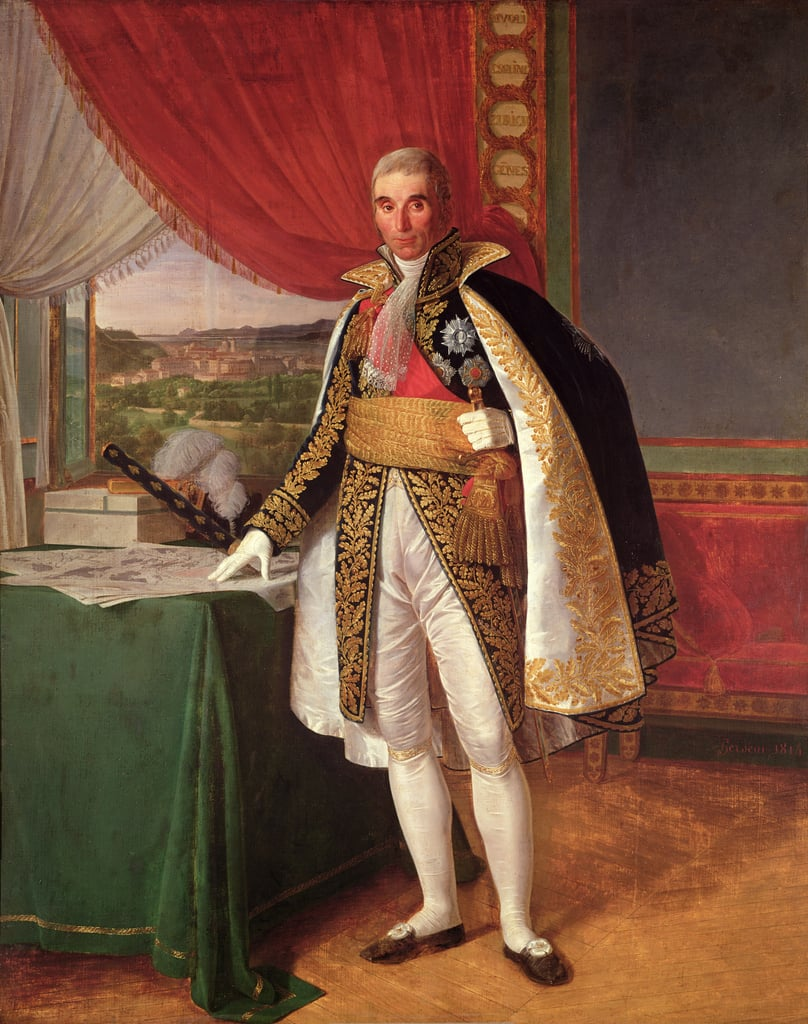
André Masséna, maršál Francie

V revoluční armádě rychle stoupal v hodnostech a roku 1793 se po dobytí Toulonu stal brigádním generálem – stejně jako Napoleon, se kterým se zde opět setkal. Nadcházejí jeho nejslavnější léta – v prvním italském tažení Napoleona Bonaparte se vyznamenal v bitvách u Millesima (12. dubna 1796), Dega (14. dubna 1796), Lodi (10. května 1796), a hlavně Rivoli (14. a 15. dubna 1797). Byl povýšen na divizního generála (v prosinci 1793) a Napoleonem nazván „dítětem, miláčkem vítězství“.
V bojích s druhou koalicí po porážce francouzské armády u Novi (15. srpna 1799) byl jako velitel švýcarské armády poslední nadějí před invazí nepřítele na území Francie. Ruská armáda generála Rimského-Korsakova, posílena rakouským sborem pod velením von Hotzeho, byla generálem Massénou na hlavu poražena v bitvě u Curychu (25. září 1799), čímž bylo zažehnáno nebezpečí invaze nepřítele do Francie. Bitva u Curychu se stala legendární a zřejmě nejslavnější bitvou Massénovou. Roku 1800 se generál Masséna stal velitelem italské armády, ale byl zatlačen Rakušany do Janova, kde se opevnil. Hladovící a nemocemi trápená armáda 30 000 mužů 4. června 1800 kapitulovala. Dne 19. května 1804 byl Masséna jmenován maršálem císařství.

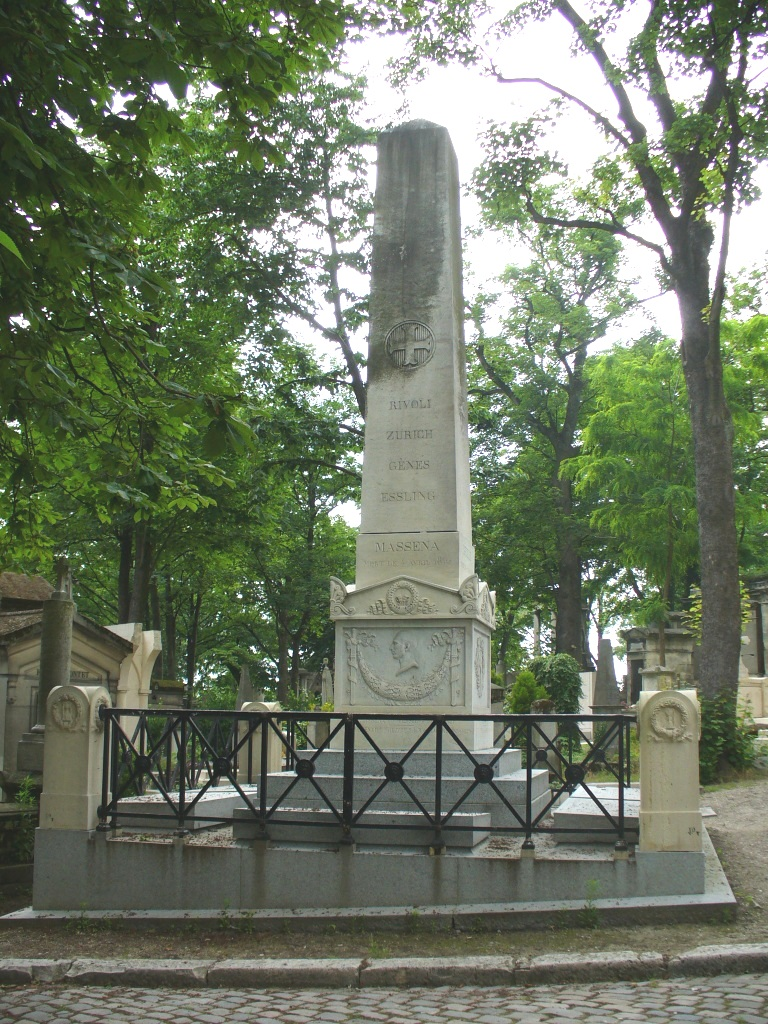
Jeho hrob na pařížském hřbitově Père-Lachaise.

V tažení 1805 byl velitelem italské armády a několikrát zvítězil nad rakouskou armádou pod velením arcivévody Karla. V rozhodující bitvě tohoto úseku tažení byl však ve dnech 29. až 31. října 1805 v bitvě u Caldiera arcivévodou poražen. Roku 1806 se Masséna podílel na obsazení Neapolského království. Roku 1807 po Tylžském míru byl jmenován vévodou z Rivoli. V dalším roce utrpěl při honu pořádaném Berthierem střelné poranění, které vedlo k oslepnutí na pravé oko. Svou pohasínající slávu oživil Masséna v tažení roku 1809, když se vyznamenal v bitvě u Aspern (Essling 21. a 22. května 1809) a zejména u Wagramu (5. a 6. července 1809). Za toto tažení byl odměněn titulem kníže z Esslingu.
Roku 1810 byl pověřen velením na Pyrenejském poloostrově, avšak po počátečních úspěších, kdy zatlačil Angličany hluboko do Portugalska, kráčel od neúspěchu k nezdaru. Přispěly k tomu hluboké rozepře s maršálem Michelem Neyem, které přerostly ve vzájemnou animozitu. Pro neúspěchy a osobní problémy (během tažení se více než armádě věnoval své milence madame Lebertonové) upadl u císaře v nemilost, dne 10. května 1811 byl odvolán z velení a postaven mimo službu. V dalších taženích neobdržel velení, ani během „Sta dní“ nebyl Napoleonem aktivizován.

### Závěr života
Po druhém pádu Napoleona byl krátce velitelem pařížské národní gardy, ale poté, co odmítl být členem poroty soudící maršála Neye, upadl v nemilost Bourbonů a zcela se stáhl do soukromí. Zemřel na tuberkulózu v pařížském paláci Lille. Je pohřben na pařížském hřbitově Père-Lachaise. Jeho dcera se provdala za napoleonského generála Piré, účastníka bitvy u Waterloo.

## Význam
Maršál Masséna byl zcela bez vojenského vzdělání, na bojišti řídil se citem – měl výjimečnou schopnost odhadnout situaci a vytušit slabinu protivníka. V mládí rozhodný a agilní, s přibývajícím věkem tyto důležité atributy ztrácel, a tím povadala i jeho sláva vojevůdce. Jeho výrazně negativní vlastností byla nadměrná touha po penězích a majetku, pro které byl ochoten a schopen drancovat, loupit, ale i okrádat vlastní vojáky. Pro tyto vlastnosti – přes osobní statečnost – patří spíše mezi záporné postavy císařského maršálského sboru.